# Elección de la Convención Constituyente de Puerto Rico de 1951
Una elección especial tuvo lugar en Puerto Rico en 1951. Las elecciones fueron organizadas para escoger a los delegados que partiparían en la Convención Constituyente que tendría lugar el mismo año.